# Santiago Villafañe
Santiago Hernán Villafañe (født 19. maj 1988 i Mar del Plata) er en argentinsk fodboldspiller, der senest spillede for FC Midtjylland. Den 10. april 2014 valgte FCM at ophæve samarbejdet med den argentinske forsvarsspiller, som ikke havde spillet særlig mange kampe grundet skader.

## Karriere

### Boca Juniors
Han begyndte at spille hos Boca Juniors. Det var der, hvor hele hans ungdomskarriere begyndte. Villafañe var især kendt for sin speed og for hans hårde tacklinger. 

### Real Madrid Castilla
I 2007 skiftede Villafañe til Real Madrid fra Boca Juniors, hvor han spillede enten som wingback eller på midtbanen. Flere gange trænede han med Real Madrids førstehold, men han kom aldrig til at spille en førsteholdskamp for Real Madrid i La Liga, Spaniens bedste fodboldrække. 

### Boca Juniors
2 år senere, i 2009, skiftede Villafañe tilbage til Boca Juniors. 

### FC Midtjylland
I juli 2012 skiftede han til den danske klub, FC Midtjylland, hvor han underskrev en fire-årig kontrakt.